# Anelosimus kohi
Anelosimus kohi är en spindelart som beskrevs av Yoshida 1993. Anelosimus kohi ingår i släktet Anelosimus och familjen klotspindlar. Inga underarter finns listade i Catalogue of Life.